# Док-станція

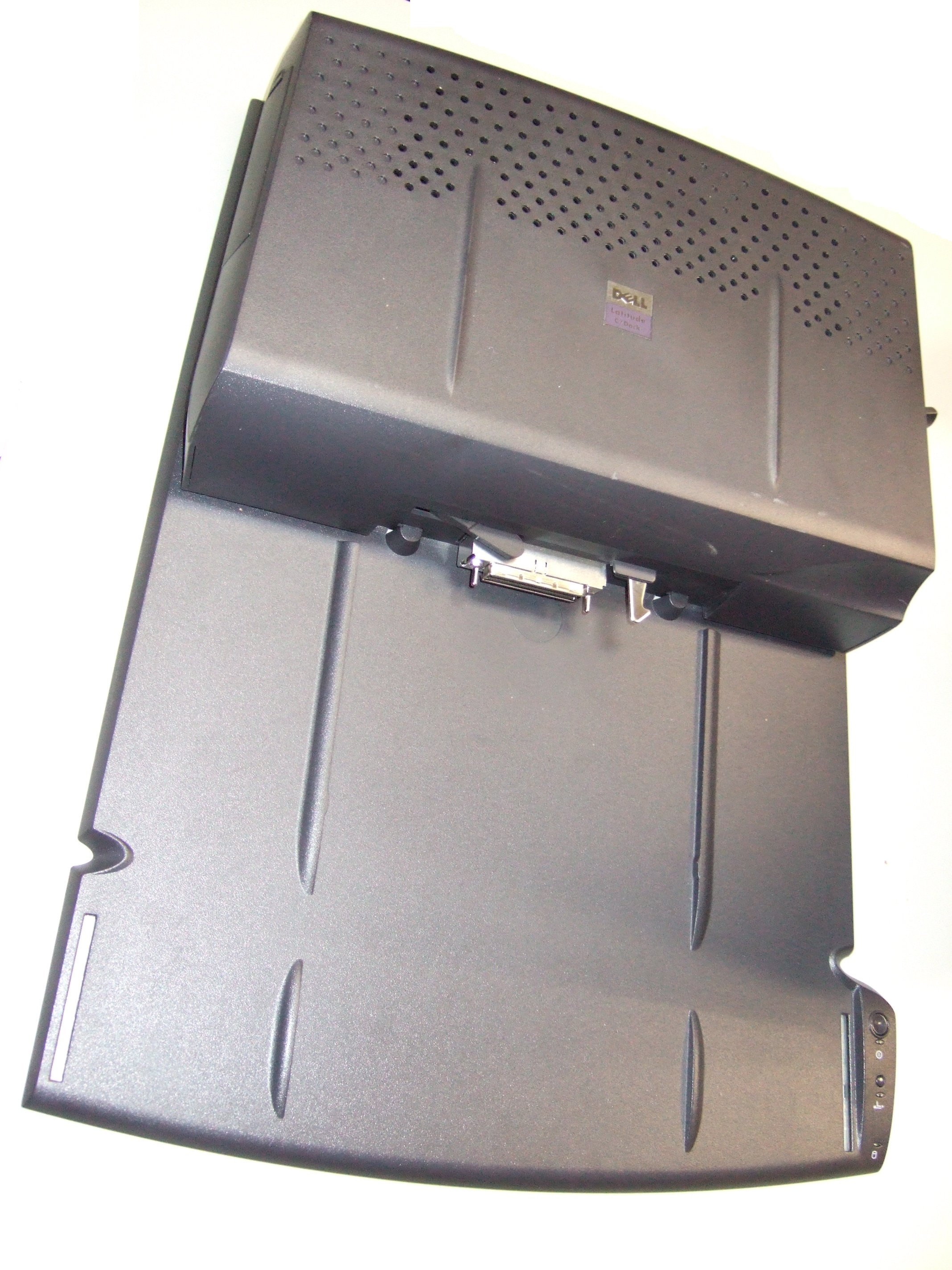
Док-станція.

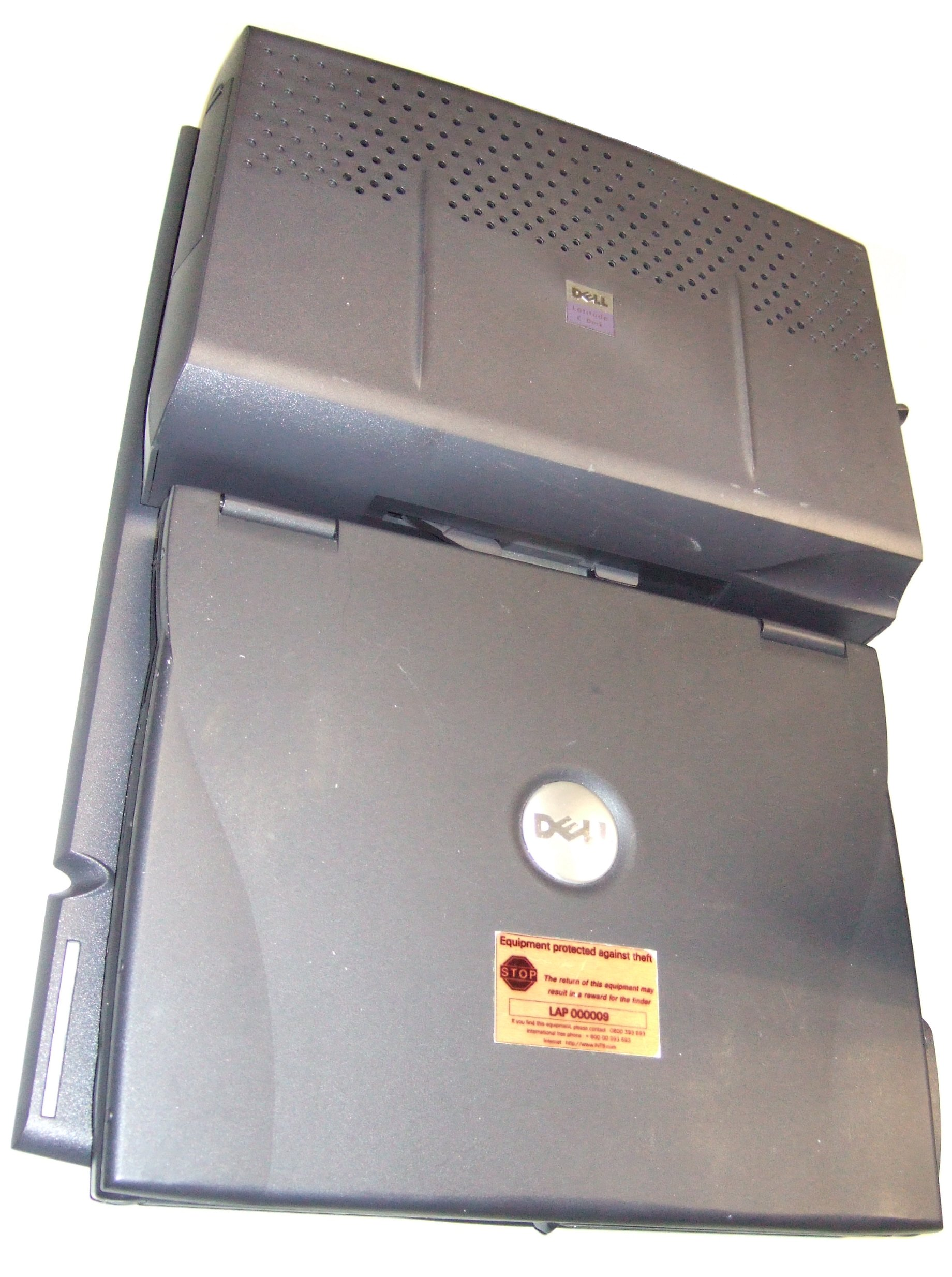
Док-станція та ноутбук підключений до неї.

Кре́дл або Док-сте́йшен або Порт-репліка́тор або док-ста́нція (англ. Cradle ['kreidl] — колиска; англ. Docking station -настановна станція) — стаціонарний конструктив з роз'ємами для деяких електронних пристроїв, використовується для швидкого одночасного під'єднання до кабелів електроживлення, передачі даних, голосу або мультимедійного трафіку. Найчастіше використовується для мобільних або переносних електронних пристроїв:
- мобільні комп'ютери
- Телефони
- КПК
- Цифрові відео і фотокамери
- Інші

Кредл, як підставка для електронного пристрою, дозволяє синхронізувати дані з підключеним до нього пристроєм, наприклад з настільним комп'ютером і одночасно заряджати акумулятор.
Для синхронізації пристроїв потрібна встановлена спеціалізована програма та/або драйвера.
Зазвичай кредл використовує для підімкнення до ПК інтерфейс USB, або COM.
Енергію для роботи і зарядки мобільного пристрою кредл отримує через мережевий адаптер зі звичайної електричної мережі, або через автомобільний адаптер — з електромережі автомобіля.
Док-станція або реплікатор портів або док забезпечує спрощений спосіб «plugging-in» електронних пристроїв, таких як портативний комп'ютер, мобільні телефони на бездротові миші. Різні роз'єми, доки не стандартизовані і тому часто проектуються для конкретної марки і моделі.

## Типи
Док-станції в цілому можна розділити на чотири основні різновиди.

### Реплікатор портів
Порт-реплікатори (також званий англ. passthroughs) функціонально і логічно ідентичні подовжувачам, крім того, що вони включені в мережу. Деякі з них також включають електричні адаптер и, щоб перехід від одного терморегулятори в інший (наприклад, Micro-DVI до нормального DVI.